# 史蒂芬·福斯特纪念馆
史蒂芬·福斯特纪念馆（Stephen Collins Foster Memorial）位于美国宾夕法尼亚州匹兹堡Oakland社区福布斯大道，匹兹堡大学校园内，是一个表演艺术中心和博物馆，纪念民歌作家史蒂芬·福斯特。
史蒂芬·福斯特纪念馆位于申利农场历史区，是一处历史地标。

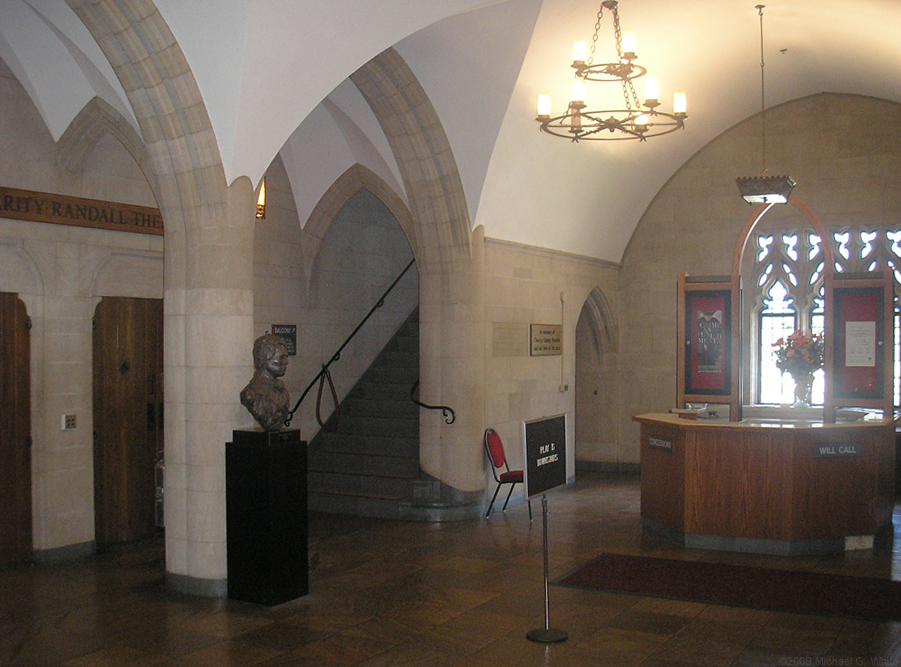
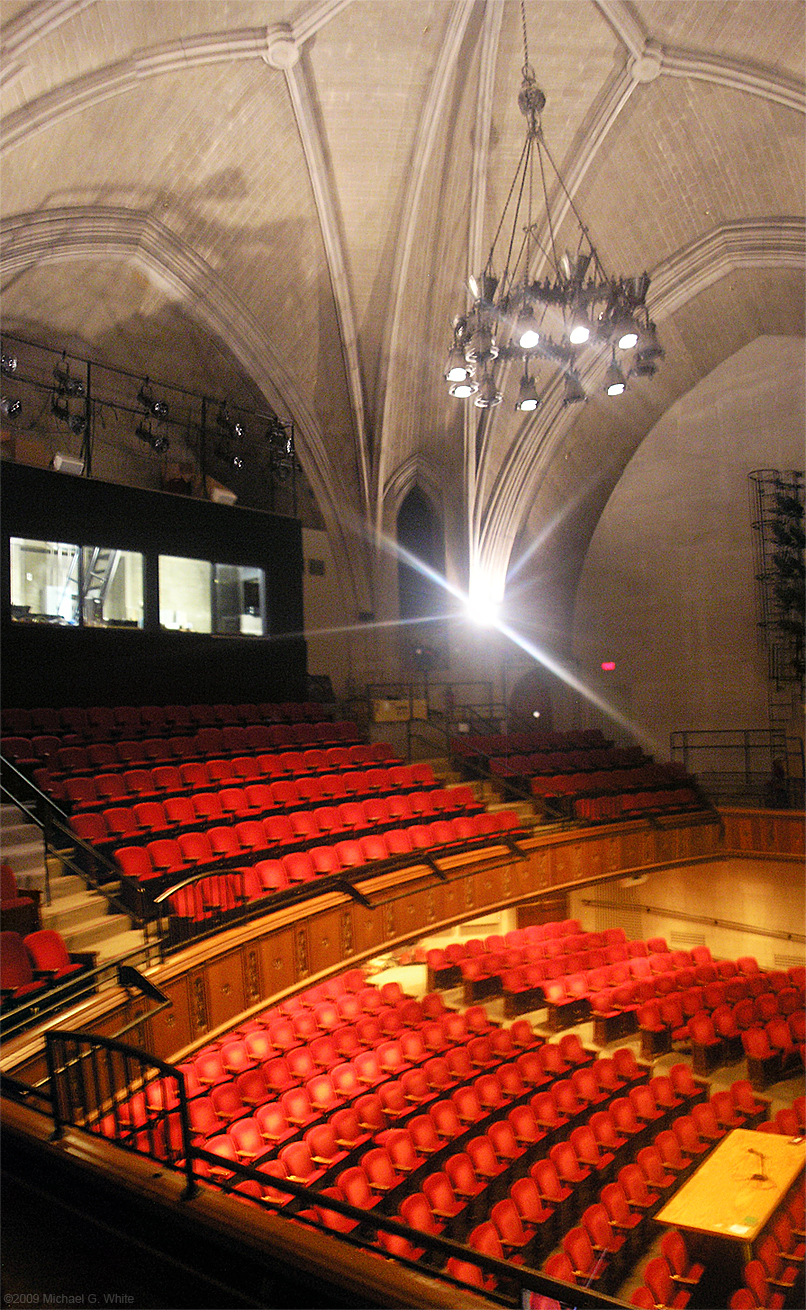
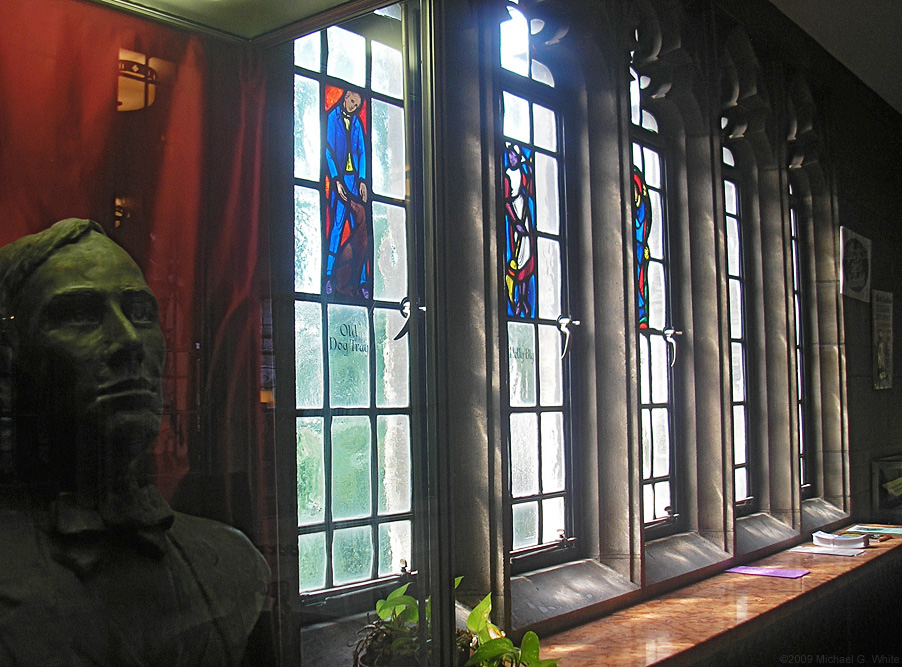
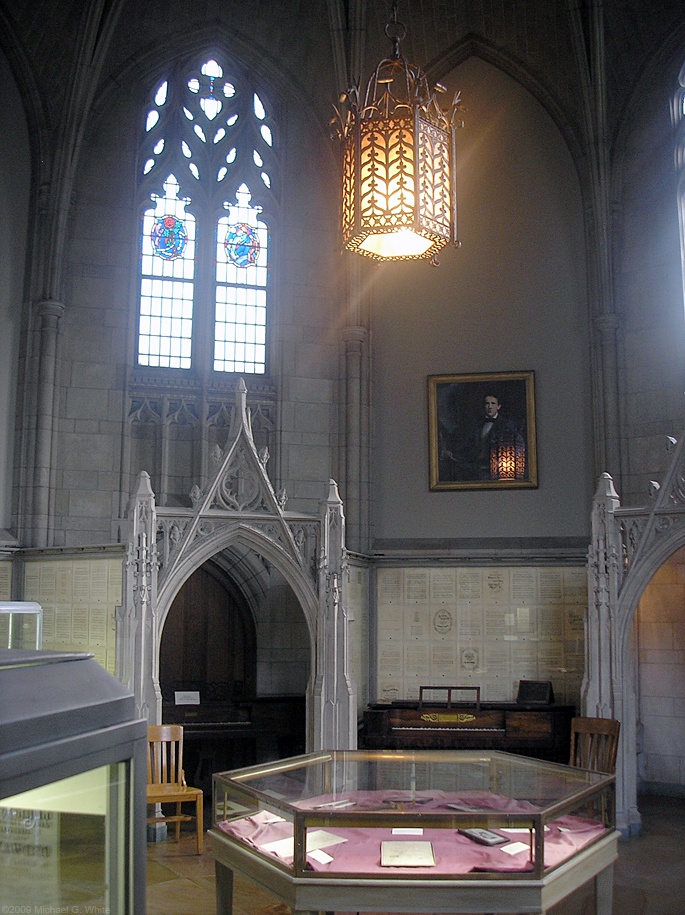
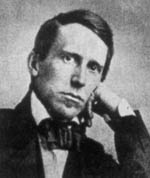
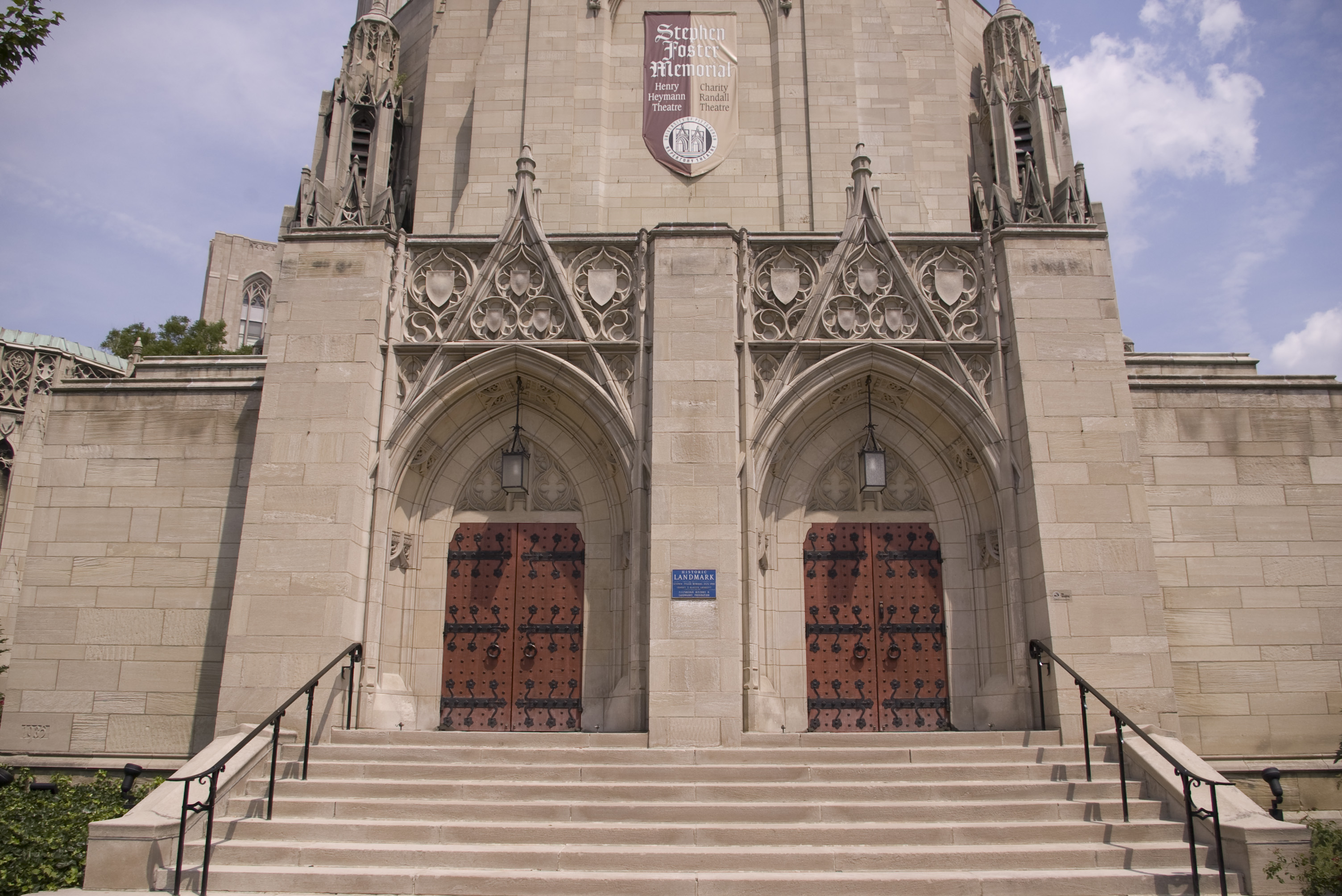